# Aba (Abia)
Aba é uma cidade do estado de Abia, na Nigéria. Localiza-se no sudoeste do país. Tem cerca de 944 mil habitantes. Foi capital do Biafra durante breve período.
Aba é uma área de governo local na Nigéria. É uma cidade industrial que se distancia 450 km da capital, Lagos. Tem-se desenvolvido rapidamente à medida que as empresas estatais e privadas procuram fugir dos centros industriais superpovoados, especialmente Lagos. Aba situa-se perto dos campos petrolíferos do delta do Níger e Port Harcourt, e as suas produções incluem cimento, têxteis, plásticos, calçado, produtos alimentares e químicos.